# Teddy Roosevelt’s Adventures in Africa

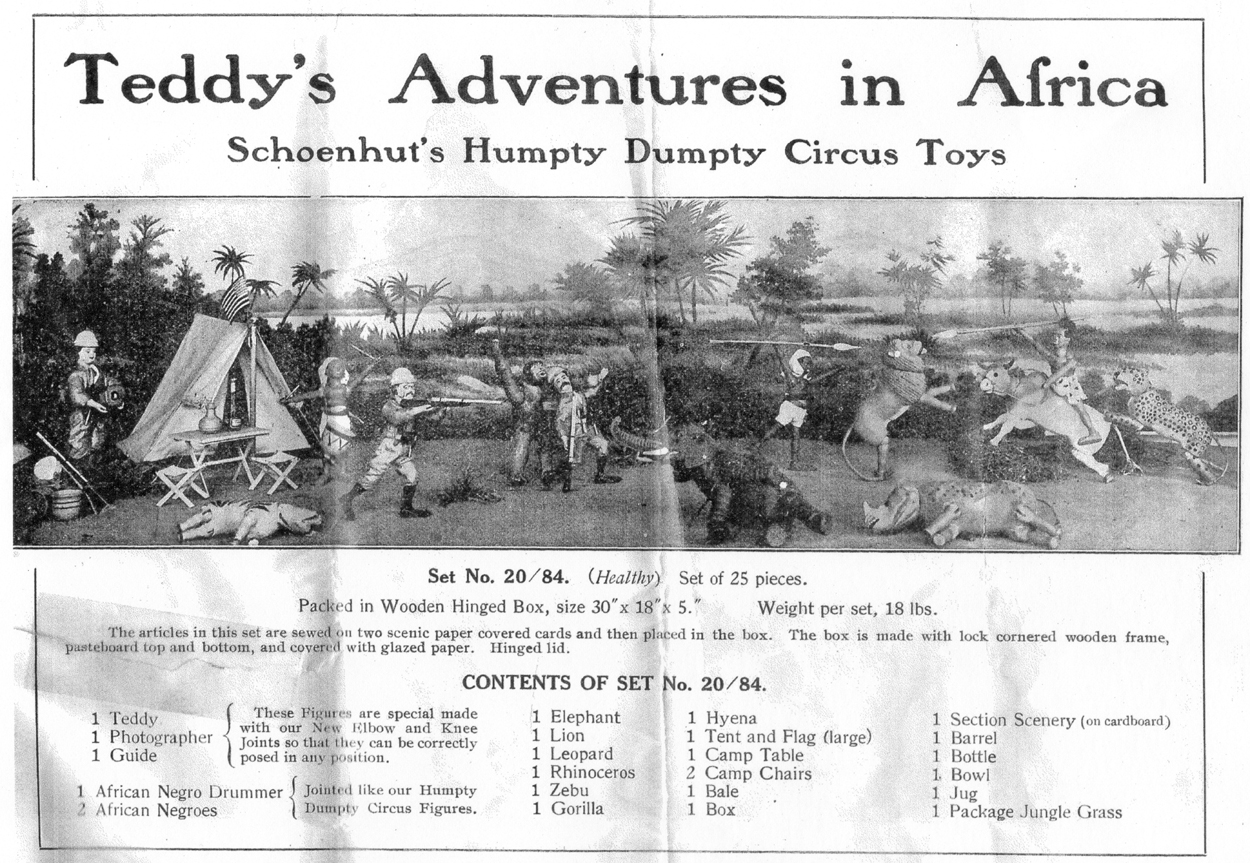
Anzeige für Teddy Roosevelt’s Adventures in Africa, um 1909

Teddy Roosevelt’s Adventures in Africa ist eine Serie von Spielfiguren aus Holz des US-amerikanischen Herstellers Schoenhut Piano Company. Die Figuren zeigen Theodore Roosevelt und weitere Teilnehmer der Smithsonian-Roosevelt African Expedition, verschiedene afrikanische Wildtiere und Zubehör. Die Figuren der Serie wurden von 1909 bis 1912 nur für den US-amerikanischen Markt produziert. Alle Figuren der Serie sind heute beliebte Sammlerstücke. Die Preise reichen für gut erhaltene Figuren von wenigen Hundert bis zu mehreren Tausend Euro, wobei ein sehr gut erhaltener Theodore Roosevelt an der Spitze steht. Vollständige Sets mit allen Figuren erzielen Preise im fünfstelligen Bereich.

## Hintergrund
Der in der Bevölkerung überaus beliebte Theodore Roosevelt war am 4. März 1909 aus dem Amt des US-Präsidenten ausgeschieden. Bereits am 23. März verließ die von ihm geleitete Smithsonian-Roosevelt African Expedition auf dem Reichspostdampfer Hamburg New York City mit Ziel Neapel. Von dort ging es auf der Admiral nach Mombasa, wo die Expedition am 21. April 1909 an Land ging. Die Expedition war vom ersten Bekanntwerden der Reisepläne Roosevelts ein häufiges Thema in den US-amerikanischen Medien. Während der Expedition wurde in den Zeitungen fast täglich über den Fortgang berichtet.
1902 hatte die Schoenhut Piano Company ihren Humpty Dumpty Circus, eine Serie von Spielfiguren aus Holz, auf den Markt gebracht. Die Serie zeichnete sich durch eine große Vielfalt der Figuren aus, einschließlich typischer Zirkustiere. Neben den etwa 8 Zoll (20 Zentimeter) hohen menschlichen Figuren und den Tieren gab es ein Zirkuszelt und zahlreiche weitere Zubehörteile. Die Figuren hatten an den Gliedmaßen und am Hals Gelenke, allerdings konnte wegen fehlender Ellbogen- und Kniegelenke kaum natürliche Positionen eingenommen werden.

## Markteinführung
Im Juli 1909 gab Schoenhut Teddy Roosevelt’s Adventures in Africa nur für US-amerikanische Kunden heraus. Die Serie erschien in Sets mit mehreren Figuren, es konnten aber auch Einzelfiguren erworben werden. Die Serie wurde zunächst als Teil des sehr erfolgreichen Humpty Dumpty Circus angeboten und beworben. Von der Zirkusserie wurden einige nun abweichend bemalte und gekleidete Menschen sowie Tiere und Zubehörteile übernommen. In der Werbung für die Safari-Serie wurde von Schoenhut die Popularität Roosevelts ausgenutzt und auf die laufende Smithsonian-Roosevelt African Expedition Bezug genommen. So hieß es in einem Werbeprospekt zur Einführung der Serie: „während die ganze Welt begierig auf die täglichen Nachrichten von unserer Großen Amerikanischen Jagdgesellschaft wartet“ können die Kinder die neuesten Ereignisse nachstellen. Die Preise reichten von 75 Cent für eine Einzelfigur bis zehn Dollar für ein umfangreiches Set.

## Beschreibung

### Figuren
Die 20 bis 23 Zentimeter hohen menschlichen Figuren und die Tierfiguren bestehen aus Holz, sie haben bewegliche Gliedmaßen und sind mit Ölfarben bemalt. Die Figuren der Europäer sind mit neu eingeführten beweglichen Knie- und Ellbogengelenken ausgestattet, damit sie auf einem Pferd sitzen, hinter einem Felsen knien, eine Kamera bedienen oder mit einem Gewehr zielen können. Die Eingeborenen haben weiterhin nur die von den Humpty-Dumpty-Figuren bekannten Gelenke an Hals, Hüften und Schultern. Neben den als Zubehör bezeichneten Teilen wie ein Zelt, Tisch und Stühle haben die Figuren individuelle Accessoires, die sich teilweise abnehmen lassen. Dazu gehören die Gewehre, die Kamera des Fotografen und die Speere der Eingeborenen. Die Hände der Figuren weisen Bohrungen auf und das persönliche Zubehör hat an geeigneter Stelle einen Metallzapfen, der in die Bohrung eingeführt werden kann. Die Tiere haben Glasaugen, nur die Augen des Gorillas sind aufgemalt.
Neben den wichtigsten Figuren, Theodore Roosevelt und dem Fotografen Kermit Roosevelt, gibt es einen weißen Führer, einen Naturforscher, einen Arzt und einen Taxidermisten. Die stereotyp dargestellten Schwarzen haben die Rolle der Träger oder sind mit einem Speer ausgestattet, eine Figur stellt einen Trommler dar, und es gibt einen schwarzen Häuptling und einen Araber. Die Tierfiguren wurden, mit Ausnahme der bereits in Humpty Dumptys Circus enthaltenen Elefanten und Löwen, für Teddy Roosevelt’s Adventures in Africa neu entwickelt.
- Theodore Roosevelt mit aufgemaltem Zwicker und Schnauzbart, in khakifarbenem Safarianzug aus Baumwolle, mit aufgemalten orangefarbenen Stiefeln und gelbem Tropenhelm, ca. 22 Zentimeter hoch. Seine Ausrüstung besteht aus einer Büchse mit Lederriemen und einem Gurt mit Revolver;
- Kermit Roosevelt, Theodore Roosevelts Sohn, als Kameramann mit Safarianzug, weißem Halstuch, mit aufgemalten orangefarbenen Stiefeln und gelbem Tropenhelm, ca. 20 Zentimeter hoch. Er trägte eine Büchse mit Lederriemen, eine Patronentasche und eine Kamera;[4]
- Naturforscher mit aufgemaltem Schnauzbart, in Safarianzug aus Baumwolle, mit aufgemalten Stiefeln und gelbem Tropenhelm, 20,3 Zentimeter hoch. Das Zubehör ist ein Gurt mit schwarzer Tasche.[5]
- Führer mit aufgemaltem Schnauz- und Backenbart, in grauem Safarianzug aus Baumwolle und mit Strohhut ca. 21 Zentimeter hoch. Seine Ausrüstung besteht aus einem Fernrohr, einer Pistole und einem Jagdmesser;
- Arzt, im weißen Kittel;
- Taxidermist, ca. 20 Zentimeter hoch;
- schwarzer Träger, mit kurzen weißen Hosen und mit Speer;
- einheimischer Häuptling, bekleidet mit weißem Zylinder, gelber Weste, lila Sakko und schwarzweiß karierter Hose, auch als „Negro Dude“ bezeichnet.

### Sets
Es gibt einige Sets mit einem unterschiedlichen Umfang. Die Sets unterscheiden sich in der Anzahl der Figuren und in deren Vielfalt. Während Theodore und Kermit Roosevelt stets enthalten sind, kommen die übrigen Weißen nicht in allen Sets vor. Auch Anzahl und Ausführung der Figuren von Schwarzen unterscheiden sich. Das Tierprogramm und die Zubehörteile sind ebenfalls in den teureren Sets vielfältiger gestaltet.
Das Set No. 20/82 mit 25 Teilen ist folgendermaßen zusammengesetzt:
- Theodore Roosevelt, Kermit Roosevelt, Führer, schwarzer afrikanischer Trommler und zwei Einheimische mit Speeren;
- Elefant, Löwe, Leopard, Nashorn, Zebu, Gorilla und Hyäne;
- ein Zelt mit großer Flagge der USA, ein Tisch mit zwei Stühlen, jeweils ein Strohballen, eine Holzkiste, ein Fass, eine Flasche, eine Schüssel und ein Krug, ein Päckchen „Dschungelgras“ und ein Hintergrund aus Pappe mit der Darstellung einer afrikanischen Landschaft. Dieses Set wurde in einer Holzbox mit aufklappbarem Deckel von 30 mal 18 mal 5 Zoll geliefert und hat ein Gewicht von 25 Pfund.[6]

Das Set No. 20/86 besteht aus 53 Teilen und wurde in zwei Holzboxen geliefert.

## Einstellung der Produktion
Teddy Roosevelt’s Adventures in Africa war in den jährlich erscheinenden Angebotskatalogen der Schoenhut Piano Company der Jahre 1910 bis 1912 enthalten. Die für die Safari-Serie neu entworfenen Tiere wurden als Teile der Zirkusserie weiter produziert, allerdings wurden die Glasaugen bald aus Kostengründen durch aufgemalte Augen und später durch kleine Aufkleber ersetzt. Im Katalog für 1914 wurden noch die bedruckten Hintergründe mit afrikanischen Landschaften angeboten, sie gehörten nun zu dem Spiel The Big Game Hunter. Dieses nur kurze Zeit produzierte Spiel bestand aus zweidimensionalen Figuren, auf die mit einer kleinen federbetriebenen Spielzeugpistole Holzprojektile abgefeuert werden konnten.

## Sammelobjekte
Alle Schoenhut-Spielzeuge sind begehrte Sammlerstücke. Gut erhaltene Figuren aus Teddy Roosevelt’s Adventures in Africa, allen voran die Teddy Roosevelt-Figur, erzielen auf dem Sammlermarkt hohe Preise, von mehreren Hundert Euro für Tierfiguren bis zu mehreren Tausend Euro für Roosevelt. Obwohl die Verarbeitungsqualität aller Teile hoch war, sind viele Spielzeuge in Kinderhand verbraucht worden. Die zu den Figuren gehörenden Kleinteile wie Teddy Roosevelts Büchse und sein Gurt mit Revolver, Kermit Roosevelts Kamera oder die Speere der Afrikaner sind abnehmbar und fehlen häufig. Ebenfalls häufig sind schlecht restaurierte Bemalungen, nachgefertigte Bekleidungsteile oder Kombinationen von Figuren mit unpassenden Ausrüstungsteilen.
Vollständige Figurensätze in guter Erhaltung sind außerordentlich selten. 2007 wurde ein fast vollständiges Set in einer Spielzeugauktion des Auktionshauses Tennants in North Yorkshire, England für 14.000 Pfund (zuzüglich 15 Prozent Aufgeld) versteigert. Das Set enthielt die beiden Roosevelts, den Naturforscher, zwei Schwarze, sieben Tiere, als Zubehör eine Leiter, ein Tisch und Kochgeschirr, mehrere gedruckte Hintergründe und die Holzbox. 2004 erzielte ein Set in der originalen Holzbox bei der Versteigerung der Sammlung des Washington Dolls’ House & Toy Museum 44.000 US-Dollar. Dieses Set befindet sich jetzt im Toy and Miniature Museum in Kansas City, Missouri.

### Abbildungen einzelner Figuren
- Kermit Roosevelt: Schoenhut Safari Photographer Doll (Kermit Roosevelt). Northwest Museum Arts & Culture, Spokane, WA, 2018.
- Naturforscher: Schoenhut Figures Doctor. In: historytoy.com. 2020 (die Figur ist falsch als Arzt identifiziert).
- Führer: Schoenhut Figures Safari. In: historytoy.com. 2020.
- Einheimischer mit Speer: Schoenhut Safari Native. Morphy Auctions, 2012.
- Häuptling: Schoenhut Safari African Chief. Morphy Auctions, 2012.